# Gnamptoloma aventiaria
Gnamptoloma aventiaria är en fjärilsart som beskrevs av Achille Guenée 1858. Gnamptoloma aventiaria ingår i släktet Gnamptoloma och familjen mätare. Inga underarter finns listade i Catalogue of Life.